# Suctobelbella ruzsinszkyi
Suctobelbella ruzsinszkyi är en kvalsterart som beskrevs av Sandór Mahunka 1983. Suctobelbella ruzsinszkyi ingår i släktet Suctobelbella och familjen Suctobelbidae. Inga underarter finns listade i Catalogue of Life.